# رولاند باوتيستا
رولاند باوتيستا (بالإنجليزية: Roland Bautista)‏ هو عازف قيثارة أمريكي، ولد في 30 مايو 1951، وتوفي في 29 فبراير 2012.

## وصلات خارجية
- رولاند باوتيستا على موقع ميوزك برينز (الإنجليزية)
- رولاند باوتيستا على موقع ديسكوغز (الإنجليزية)